# Campeonato Mundial de Pentatlón Moderno
El Campeonato Mundial de Pentatlón Moderno es la máxima competición internacional de pentatlón moderno. Se efectúa anualmente desde 1949 bajo la organización de la Unión Internacional de Pentatlón Moderno (UIPM). Hasta 1980 el campeonato era exclusivamente masculino; el primer concurso femenino se celebró en 1981, aunque en sede y fecha distinta. Ambos concursos, masculino y femenino, se realizan desde 1993 paralelamente en la misma sede.

## Ediciones
| Núm.    | Año  | Sede M                           | Sede F                           |
| ------- | ---- | -------------------------------- | -------------------------------- |
| I       | 1949 | Estocolmo ( Suecia)              | —                                |
| II      | 1950 | Berna ( Suiza)                   | —                                |
| III     | 1951 | Helsingborg ( Suecia)            | —                                |
| IV      | 1953 | Santo Domingo ( Chile)           | —                                |
| V       | 1954 | Budapest ( Hungría)              | —                                |
| VI      | 1955 | Zúrich ( Suiza)                  | —                                |
| VII     | 1957 | Estocolmo ( Suecia)              | —                                |
| VIII    | 1958 | Aldershot ( Reino Unido)         | —                                |
| IX      | 1959 | Hershey ( Estados Unidos)        | —                                |
| X       | 1961 | Moscú ( URSS)                    | —                                |
| XI      | 1962 | Ciudad de México ( México)       | —                                |
| XII     | 1963 | Magglingen ( Suiza)              | —                                |
| XIII    | 1965 | Leipzig ( RDA)                   | —                                |
| XIV     | 1966 | Melbourne ( Australia)           | —                                |
| XV      | 1967 | Jönköping ( Suecia)              | —                                |
| XVI     | 1969 | Budapest ( Hungría)              | —                                |
| XVII    | 1970 | Warendorf ( RFA)                 | —                                |
| XVIII   | 1971 | San Antonio ( Estados Unidos)    | —                                |
| XIX     | 1973 | Londres ( Reino Unido)           | —                                |
| XX      | 1974 | Moscú ( URSS)                    | —                                |
| XXI     | 1975 | Ciudad de México ( México)       | —                                |
| XXII    | 1977 | San Antonio ( Estados Unidos)    | —                                |
| XXIII   | 1978 | Jönköping ( Suecia)              | —                                |
| XXIV    | 1979 | Budapest ( Hungría)              | —                                |
| XXV     | 1981 | Zielona Góra ( Polonia)          | Londres ( Reino Unido)           |
| XXVI    | 1982 | Roma ( Italia)                   | Compiègne ( Francia)             |
| XXVII   | 1983 | Warendorf ( RFA)                 | Gotemburgo ( Suecia)             |
| a       | 1984 | —                                | Copenhague ( Dinamarca)          |
| XXVIII  | 1985 | Melbourne ( Australia)           | Montreal ( Canadá)               |
| XXIX    | 1986 | Montecatini ( Italia)            | Montecatini ( Italia)            |
| XXX     | 1987 | Moulins ( Francia)               | Bensheim ( RFA)                  |
| b       | 1988 | —                                | Varsovia ( Polonia)              |
| XXXI    | 1989 | Budapest ( Hungría)              | Wiener Neustadt ( Austria)       |
| XXXII   | 1990 | Lahti ( Finlandia)               | Linköping ( Suecia)              |
| XXXIII  | 1991 | San Antonio ( Estados Unidos)    | Sídney ( Australia)              |
| c       | 1992 | Winterthur ( Suiza)              | Budapest ( Hungría)              |
| XXXIV   | 1993 | Darmstadt ( Alemania)            | Darmstadt ( Alemania)            |
| XXXV    | 1994 | Sheffield ( Reino Unido)         | Sheffield ( Reino Unido)         |
| XXXVI   | 1995 | Basilea ( Suiza)                 | Basilea ( Suiza)                 |
| d       | 1996 | Roma ( Italia)                   | Siena ( Italia)                  |
| XXXVII  | 1997 | Sofía ( Bulgaria)                | Sofía ( Bulgaria)                |
| XXXVIII | 1998 | Ciudad de México ( México)       | Ciudad de México ( México)       |
| XXXIX   | 1999 | Budapest ( Hungría)              | Budapest ( Hungría)              |
| XL      | 2000 | Pésaro ( Italia)                 | Pésaro ( Italia)                 |
| XLI     | 2001 | Millfield ( Reino Unido)         | Millfield ( Reino Unido)         |
| XLII    | 2002 | San Francisco ( Estados Unidos)  | San Francisco ( Estados Unidos)  |
| XLIII   | 2003 | Pésaro ( Italia)                 | Pésaro ( Italia)                 |
| XLIV    | 2004 | Moscú ( Rusia)                   | Moscú ( Rusia)                   |
| XLV     | 2005 | Varsovia ( Polonia)              | Varsovia ( Polonia)              |
| XLVI    | 2006 | Ciudad de Guatemala ( Guatemala) | Ciudad de Guatemala ( Guatemala) |
| XLVII   | 2007 | Berlín ( Alemania)               | Berlín ( Alemania)               |
| XLVIII  | 2008 | Budapest ( Hungría)              | Budapest ( Hungría)              |
| XLIX    | 2009 | Londres ( Reino Unido)           | Londres ( Reino Unido)           |
| L       | 2010 | Chengdu ( China)                 | Chengdu ( China)                 |
| LI      | 2011 | Moscú ( Rusia)                   | Moscú ( Rusia)                   |
| LII     | 2012 | Roma ( Italia)                   | Roma ( Italia)                   |
| LIII    | 2013 | Kaohsiung ( China Taipéi)        | Kaohsiung ( China Taipéi)        |
| LIV     | 2014 | Varsovia ( Polonia)              | Varsovia ( Polonia)              |
| LV      | 2015 | Berlín ( Alemania)               | Berlín ( Alemania)               |
| LVI     | 2016 | Moscú ( Rusia)                   | Moscú ( Rusia)                   |
| LVII    | 2017 | El Cairo ( Egipto)               | El Cairo ( Egipto)               |
| LVIII   | 2018 | Ciudad de México ( México)       | Ciudad de México ( México)       |
| LIX     | 2019 | Budapest ( Hungría)              | Budapest ( Hungría)              |
| LX      | 2020 | Cancún (cancelado) ( México)     | Cancún (cancelado) ( México)     |
| LXI     | 2021 | El Cairo ( Egipto)               | El Cairo ( Egipto)               |
| LXII    | 2022 | Alejandría ( China)              | Alejandría ( China)              |
| LXIII   | 2023 | Bath ( Reino Unido)              | Bath ( Reino Unido)              |
| LXIV    | 2024 | Zhengzhou ( China)               | Zhengzhou ( China)               |
| LXV     | 2025 | Druskininkai ( Lituania)         | Druskininkai ( Lituania)         |

1. 1 2 3 4  Los años en los que se celebraron campeonatos solo para mujeres o exclusivos para los relevos no cuentan en la numeración oficial de la UIPM.
2. 1 2  Sólo competición por relevos.